# Reggenza di Demak
La reggenza di Demak (in indonesiano: Kabupaten Demak) è una reggenza dell'Indonesia, situata nella provincia di Giava Centrale.